# Grünburger

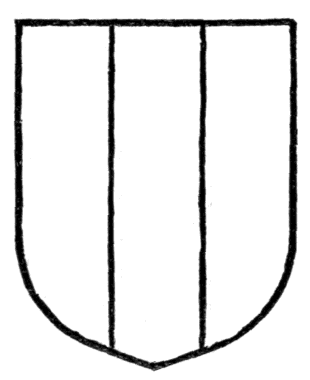
Wappen derer von Grünburg

Die Herren von Grünburg (Grunenpurch) waren ein Adelsgeschlecht des 12. und 13. Jahrhunderts im Land ob der Enns und hatten neben den Kuenringern auch bayerische Lehen in der Wachau (Niederösterreich) inne.

## Geschichte
Die Grünburger traten seit Anfang des 12. Jahrhunderts mit dem für sie charakteristischen Vornamen Popo vor allem in Zusammenhang mit den Klöstern Garsten und Ranshofen sowie den bayerischen Herzögen in Erscheinung und wurden um 1180 ministeriales ducis Bawarie (also Ministeriale der Herzöge von Bayern) bezeichnet.
Die Grünburger hatten seit 1278 das im Steyrtal gelegene Grünburg vom bayerischen Herzog zum Lehen. Erst Ende des 14. Jahrhunderts zog der österreichische Herzog Albrecht III. Grünburg an sich.
Im 13. Jahrhundert standen die Grünburger auch in einer engen Beziehung zum Kloster Gleink.
Als bedeutendster Vertreter des Geschlechtes gilt Popo von Grünburg. Dieser verkaufte Ulrich II. von Kapellen 1285 das Eigen St. Georgen samt der Kirche (in Oberösterreich) und um 1290 die in Niederösterreich gelegenen Güter Schwallenbach und Willendorf, die er dort vom bayerischen Herzog zu Lehen hatte.

## Wappen
Blasonierung: Im Schild einen Pfahl.
Helmzier und Tingierung sind nicht überliefert.